# Милош Станковић (глумац)
Милош Станковић (Нови Сад, 19. мај 1971) је српски позоришни глумац.

## Биографија
Гимназију је завршио у Сремским Карловцима, а Академију умјетности у Новом Саду у класи проферсора Боре Драшковића. У Народном позоришту у Суботици, чији је члан од 1996. године, одиграо је дипломску представу, монодраму Сумња Радослава Златана Дорића.  Од 2010. године одржао је четири бесједе Вл. Николаја Велимировића у Српском културном центру Свети Сава у Суботици.

## Улоге у позоришту
Народно позориште Суботица
- А. Поповић: Смртоносна мотористика - Дуле
- Иљф И Петров: Дванаест столица - Велики комбинатор
- К. Трифковић: Посланик - Петровић
- Б. Фрил: Плес на празник лунасе - Мајкл
- Х. Баркер: Еуропејци -Штаремберг
- М. Кречковић: Ноћ лудака у господској улици - Маринко
- К. Голдони: Слуга двају господара - Флориндо
- Г. Стефановски: Баханалије - Пентеј
- Х. Ибзен: Хеда Габлер - Ејлерт Левборг
- А.П.Чехов: Вишњик- Лопахин
- Боргесон, Лонг, Сингер: Сабрана дела В. Шекспира - Џес
- Н. Сајмон: Апартман - Сем, Марк
- Б. Сенкер: Фритзспиел - Силбербрант
- В. Шекспир: Много вике ни око чега - Дон Педро
- Т. Вилијамс: Трамвај звани жеља - Стенли
- Б. Нушић: Ожалошћена породица - Танасије
- Ф. Шилер: РазБоyници - Шверцер И Данијел
- Љ. Симовић: Путујуће позориште Шопаловић - Благоје Бабић
- Б. Михајловић Михиз: Бановић Страхиња - Влах Алија
- В. Шекспир: Јулије Цезар - Касије
- Према мотивима Фредерика Нота: Чекај до мрака-Сем
- Бранислав Нушић: Мистер Долар-господин саветник без репутације
- Ранко Маринковић: Глорија-Дон Зане
- Бранислав Нушић: Сумњиво лице-Јеротије Пантић, срески капетан
- Трејси Летс: Август у округу Осејџ -Стив Хајдебрехт
- Вилијам Шекспир: Укроћена горопад -Грумио
- Едвард Олби: Ко се боји Вирџиније Вулф- Џорџ
- Коста Трифковић: Избирачица -Соколовић

Позориште младих Нови Сад
- М. Кроули: Момци из бенда - Алан

Народно позориште Сомбор
- Б. Нушић: Госпођа министарка - Чеда
- А.П. Чехов: Галеб-Доктор [1]

## Награде
- Публика га је три пута прогласила глумцем сезоне
- Добитник је награде др Ференц Бодрогвари за посебан допринос у области културе града Суботице.[1]